# Río Mahuidanchi
El río Mahuidanche es un curso natural de agua que nace al oeste de Gorbea y fluye primero hacia el oeste y luego hacia el norte para confluir con el río Quinqué y desembocar en el río principal de la cuenca del río Toltén en la Región de La Araucanía de Chile. 

## Trayecto
El río fluye al norte de la Cordillera del Mahuidanche.

## Caudal y régimen
El río posee una estación fluviométrica en Santa Ana.
El informe de la DGA constata un claro régimen pluvial en la parte baja de la cuenca del río Toltén, a la que pertenece el Mahuidanchi. En la parte alta se observa una leve influencia nival, mostrando un régimen pluvionival.: 20 

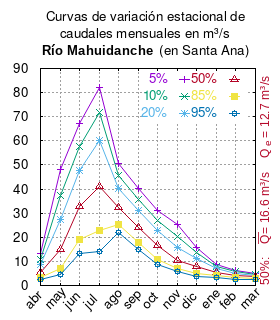
Curvas de variación estacional del río Mahuidanche en Santa Ana.

El caudal del río (en un lugar fijo) varía en el tiempo, por lo que existen varias formas de representarlo. Una de ellas son las curvas de variación estacional que, tras largos periodos de mediciones, predicen estadísticamente el caudal mínimo que lleva el río con una probabilidad dada, llamada probabilidad de excedencia. La curva de color rojo ocre (con {\displaystyle {\color {Red}\vartriangle }}) muestra los caudales mensuales con probabilidad de excedencia de un 50%. Esto quiere decir que ese mes se han medido igual cantidad de caudales mayores que caudales menores a esa cantidad. Eso es la mediana (estadística), que se denota Qe, de la serie de caudales de ese mes. La media (estadística) es el promedio matemático de los caudales de ese mes y se denota {\displaystyle {\overline {Q}}}. 
Una vez calculados para cada mes, ambos valores son calculados para todo el año y pueden ser leídos en la columna vertical al lado derecho del diagrama. El significado de la probabilidad de excedencia del 5% es que, estadísticamente, el caudal es mayor solo una vez cada 20 años, el de 10% una vez cada 10 años, el de 20% una vez cada 5 años, el de 85% quince veces cada 16 años y la de 95% diecisiete veces cada 18 años. Dicho de otra forma, el 5% es el caudal de años extremadamente lluviosos, el 95% es el caudal de años extremadamente secos. De la estación de las crecidas puede deducirse si el caudal depende de las lluvias (mayo-julio) o del derretimiento de las nieves (septiembre-enero).

## Historia
Luis Risopatrón lo describe sucintamente en su s: de 1924 bajo el nombre "río Mahuidanchi":: 512 
Mahuidanchi (Rio) 39° 06' 72° 50’. Recorre un valle boscoso, es de poca pendiente i escaso caudal, corre hácia el N, se junta con el de Quinqué i forma el rio Cumui, afluente del Tolten. 156.